# رومئو جنبیان
رومئو ژیرایری جنبیان (ارمنی: Ռոմեո Ժիրայրի Ջենեբյան؛ زادهٔ ۱۰ سپتامبر ۱۹۷۹ در ایروان) یک بازیکن فوتبال در پست هافبک اهل ارمنستان است.

## باشگاهی
از باشگاه‌هایی که در آن بازی کرده‌است می‌توان به دوین آرتاشات، قره‌باغ ایروان، آراکس آرارات، اسپارتاک ایروان، بانانتس، میکا و ایمپالس اشاره کرد.

## تیم ملی
وی همچنین در تیم ملی فوتبال ارمنستان بازی کرده‌است. جنبیان نخستین بازی ملی خود را که یک بازی دوستانه بود در تاریخ ۱۸ مارس ۲۰۰۵ در العین در مقابل کویت انجام داده‌است.

## آمارهای تیم ملی
| تیم ملی فوتبال ارمنستان | تیم ملی فوتبال ارمنستان | تیم ملی فوتبال ارمنستان |
| سال                     | حضورها                  | گل‌ها                    |
| ----------------------- | ----------------------- | ----------------------- |
| ۲۰۰۵                    | ۳                       | ۰                       |
| مجموعاً                  | ۳                       | ۰                       |

## افتخارات

### باشگاهی
- اسپارتاک ایروان
  - قهرمانی لیگ برتر فوتبال ارمنستان: (۱۹۹۸، ۲۰۰۰)
  - مقام سوم لیگ برتر فوتبال ارمنستان: (لیگ برتر فوتبال ارمنستان ۱۹۹۹، لیگ برتر فوتبال ارمنستان ۲۰۰۱)
  - قهرمانی سوپر جام فوتبال ارمنستان: ۱۹۹۸
  - فینالیست سوپر جام فوتبال ارمنستان: ۱۹۹۹
- بانانتس
  - نایب قهرمانی لیگ برتر فوتبال ارمنستان: (۲۰۰۳، ۲۰۰۶)
  - قهرمانی جام استقلال ارمنستان: ۲۰۰۷
  - فینالیست جام حذفی ارمنستان: ۲۰۰۳، ۲۰۰۴ و ۲۰۰۸
  - سوپر جام فوتبال ارمنستان
  - فینالیست سوپر جام فوتبال ارمنستان: ۲۰۰۵